# Nyang Qu (vattendrag i Kina, lat 29,32, long 88,87)
Nyang Qu (kinesiska: Nianchu He, 年楚河) är ett vattendrag i Kina. Det ligger i den autonoma regionen Tibet, i den sydvästra delen av landet, omkring 220 kilometer väster om regionhuvudstaden Lhasa.
Genomsnittlig årsnederbörd är 651 millimeter. Den regnigaste månaden är juli, med i genomsnitt 242 mm nederbörd, och den torraste är mars, med 2 mm nederbörd.